# Lisa Mezzacappa

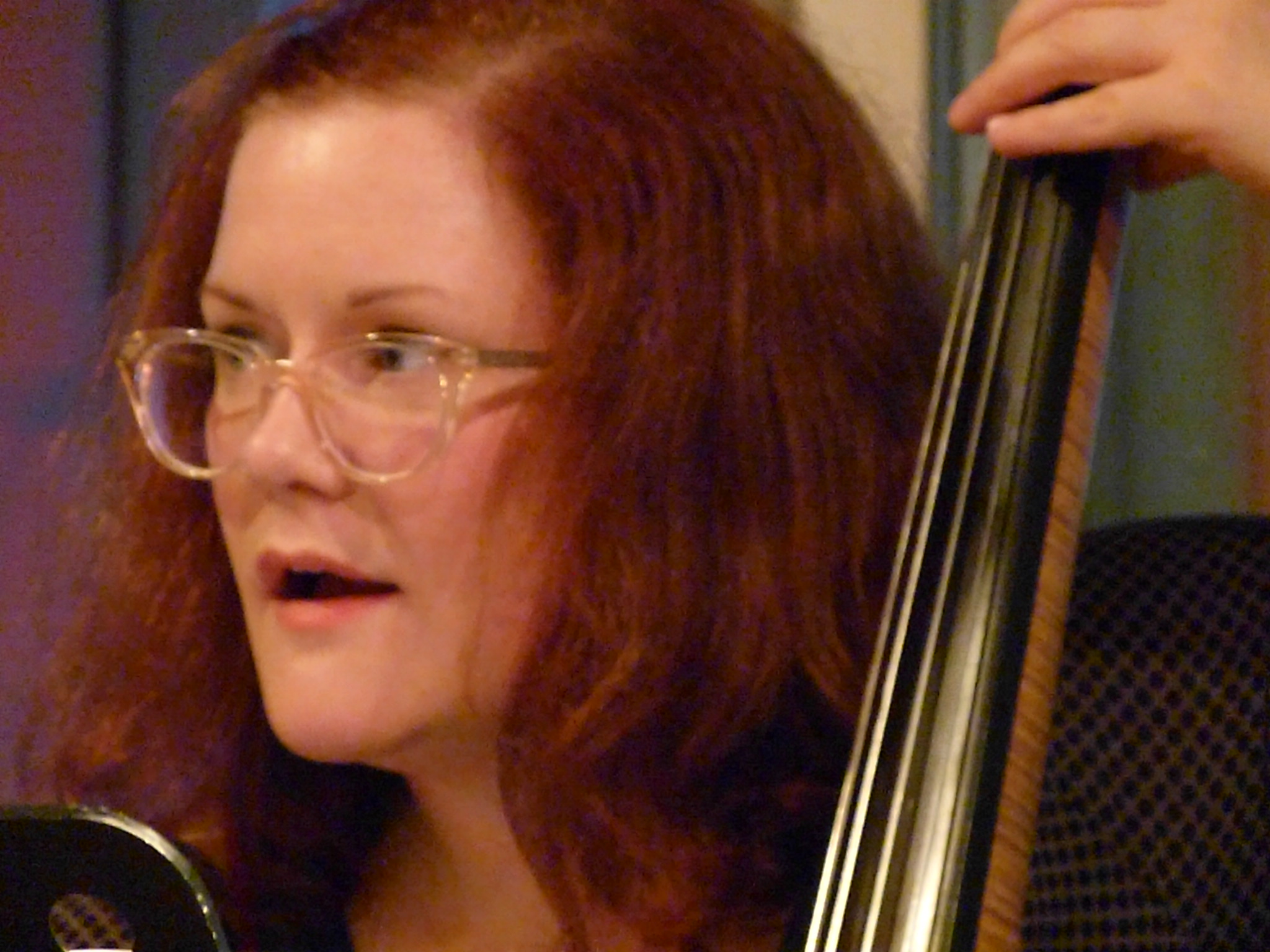
Lisa Mezzacappa (2016)

Lisa Mezzacappa (* 1975 in Staten Island) ist eine amerikanische Jazz- und Improvisationsmusikerin (Kontrabass, Komposition).

## Leben
Mezzacappa studierte Kontrabass bei Michael Formanek und Peter Spaar, Improvisation bei Henry Threadgill, Steve Coleman und John D’Earth; des Weiteren besuchte sie Workshops u. a. bei Bob Moses, Art Baron, Meredith Monk, Terry Riley und David Murray. 1997 erwarb sie den Bachelor in Musik an der University of Virginia, 2003 den Master in Musikethnologie an der University of California, Berkeley. Sie erhielt Stipendien des American Composers Forum, der Stadt Oakland und von Meet the Composer.
Seit Beginn der 2000er-Jahre arbeitet sie im Raum San Francisco u. a. mit dem Beth Custer Ensemble, Aaron Novik, Vinny Golia, Green Mitchell und den Formationen Bristle und Cylinder (mit Darren Johnston, Aram Shelton, Kjell Nordeson). Mit ihrer Band Bait & Switch legte sie 2010 ihr Debütalbum What Is Known bei Clean Feed Records vor, an dem Vijay Anderson, John Finkbeiner und Aaron Bennett mitwirkten. 2011 folgte das Album Cosmic Rift (Leo Records, u. a. mit Kjell Nordeson). Mit Finkbeiner und Fay Victor bildete sie das Trio Eartheaters.  Weiterhin kuratiert sie Konzertreihen in San Francisco und Los Angeles.
Im Bereich des Jazz war sie zwischen 2006 und 2013 an 13 Aufnahmesessions beteiligt. Ihre Kompositionen sind von den Improvisationen von Ornette Coleman, Henry Threadgill, des Art Ensemble of Chicago, Eric Dolphy und Rahsaan Roland Kirk inspiriert. In den Jahren 2013 und 2014 wurde Mezzacappa in den Kritikerpolls des Down Beat bei den Bassisten in die Kategorie „Rising Star“ gewählt.

## Diskographische Hinweise
- Mezzacappa/Amador/Stephan/Aschheim: Earworms (2008), mit Katy Stephan, Deborah Aschhein, Michelle Amador
- Cylinder: Cylinder (Clean Feed, 2011), mit Aram Shelton, Kjell Nordeson
- Vinny Golia, Marco Eneidi, Lisa Mezzacappa, Vijay Anderson: Hell-Bent in the Pacific (NoBusiness, 2012)
- Lisa Mezzacappa's Bait & Switch: Comeuppance (Not Two Records, 2013)
- Lisa Mezzacappa: X Marks the Question (Queen pee, 2013), mit Chris Welcome, Mike Pride
- avantNOIR (2017), mit Aaron Bennett, John Finkbeiner, Tim Perkis, William Winant, Jordan Glenn
- Glorious Ravage (New World), Bigband mit Fay Victor
- avantNOIR (Clean Feed, 2017)
- Lisa Mezzacappa Six: Cosmicomics (2020)